# Deielia phaon
Deielia phaon – gatunek ważki z rodziny ważkowatych (Libellulidae); jedyny żyjący przedstawiciel rodzaju Deielia. Występuje we wschodniej Azji; stwierdzony w Chinach, na Tajwanie, w obu Koreach, Japonii i na Rosyjskim Dalekim Wschodzie (Kraj Chabarowski, Kraj Nadmorski, obwód amurski).